# Karen Paterson
Karen Paterson (Edinburgh, 18 mei 1982) is een voormalig tennisspeelster uit Groot-Brittannië. Zij is voormalig nummer één van Schotland. Zij werd in 1998 professional, en ging in 2007 met pensioen. In het enkelspel plaatste zij zich nooit voor een grandslamtoernooi – zij strandde drie maal in de eerste ronde van het kwalificatietoernooi voor Wimbledon. In 2006 speelde zij op het dubbelspeltoernooi van Wimbledon met Rebecca Llewellyn en in 2007 met Melanie South, maar beide jaren kwam zij niet verder dan de eerste ronde.
Na haar huwelijk gaat zij door het leven als Karen Lamb. Zij is coach van Britse tennisspeelsters.

## Posities op deWTA-ranglijst
Positie per einde seizoen:
| jaartal | ranking enkelspel | ranking dubbelspel |
| ------- | ----------------- | ------------------ |
| 1999    | 944               | 608                |
| 2000    | 1178              | 608                |
| 2001    | 637               | 608                |
| 2002    | 708               | 524                |
| 2003    | 416               | 619                |
| 2004    | 448               | 592                |
| 2005    | 408               | 287                |
| 2006    | 433               | 305                |
| 2007    | 537               | 300                |

## Prestatietabel grandslamtoernooien
| Legenda | Legenda                          |
| ------- | -------------------------------- |
| g.t.    | geen toernooi gehouden           |
| l.c.    | lagere categorie                 |
| –       | niet deelgenomen                 |
| G       | uitgeschakeld in de groepsfase   |
| 1R      | uitgeschakeld in de eerste ronde |
| 2R      | uitgeschakeld in de tweede ronde |
| 3R      | uitgeschakeld in de derde ronde  |
| 4R      | uitgeschakeld in de vierde ronde |
| KF      | uitgeschakeld in de kwartfinale  |
| HF      | uitgeschakeld in de halve finale |
| F       | de finale verloren               |
| W       | het toernooi gewonnen            |
| w-v     | winst/verlies-balans             |

### Vrouwendubbelspel
| Toernooi        | 2006 | 2007 |
| --------------- | ---- | ---- |
| Australian Open | –    | –    |
| Roland Garros   | –    | –    |
| Wimbledon       | 1R   | 1R   |
| US Open         | –    | –    |